# Tachicardia
La tachicardia (dal greco ταχύς "veloce" e καρδία "cuore", detta anche, in modo scorretto, "ipercardia" o, impropriamente, tachiaritmia, in quanto il ritmo pur essendo accelerato è regolare) è una forma di accelerazione del battito cardiaco, con aumento della frequenza dei battiti cardiaci e pulsazioni sopra i 3 battiti al secondo a riposo o senza alcuna forma di stress psicofisico.
Si classificano principalmente tre forme di tachicardia: sinusale, eterotopa (sopraventricolare e ventricolare) e atriale. Quella comunemente nota come semplice "tachicardia" ovvero accelerazione del ritmo cardiaco generale al di sopra dei 100 battiti per minuto è la tachicardia sinusale.

## Tipologie
Le tachicardie si dividono in tre gruppi principali due dei quali a loro volta si dividono in più sottogruppi.
- Tachicardia sinusale (comunemente nota come solo "tachicardia")
- Tachicardia ventricolare con i suoi sottogruppi:
  - Tachicardia ventricolare sostenuta
  - Tachicardia ventricolare non sostenuta
  - Tachicardia ventricolare idiopatica
- Tachicardia sopraventricolare con i suoi sottogruppi:
  - Tachicardie sopraventricolari ad origine dal nodo senoatriale
  - Tachicardie sopraventricolari ad origine dall'atrio
  - Tachicardie sopraventricolari ad origine dal nodo atrioventricolare

## Cause
Può essere dovuta ad eventi fisiologici o funzionali come la gravidanza, disturbi gastrointestinali (gastrici), gli sforzi fisici, il consumo eccessivo di caffè, alcol o sostanze stupefacenti, oppure a cause direttamente connesse con il cuore come l'arteriosclerosi o l'insufficienza coronarica.
Una forma piuttosto frequente è la tachicardia parossistica, dovuta a stimoli ripetuti che partono da varie parti del cuore determinando accessi con frequenze di 180-250 al minuto: può durare da pochi minuti a qualche ora, e cessa improvvisamente lasciando il soggetto prostrato; talora determina una grande riduzione dei valori pressori. In un'altra forma, l'episodio di tachicardia insorge quando il soggetto assume la posizione eretta: ciò può verificarsi nell'ipotensione ortostatica, negli stati febbrili, nell'ipertiroidismo, in periodi di eccitazione ed emotività dove la tachicardia può anche creare situazioni di stress mentale che impediscono la piena concentrazione in normali attività.